# Pius Kolb
Pius Kolb (* 4. Oktober 1712 in Füssen; † 22. April 1762) war von 1748 bis 1762 Bibliothekar des Klosters St. Gallen.

## Leben
Pius Kolb war der Sohn eines Bäckers aus Füssen. Dort scheint er auch die Stiftsschule zu St. Mangen besucht zu haben, bevor er den 26. September 1725 als Diskantist nach St. Gallen kam. Hier legte er die Profess am 14. September 1731 ab. Am 4. Juni 1735 wurde er Subdiakon, den 17. März 1736 Diakon und Priester am 17. November 1737. Seine Primiz ist am 30. November 1737 belegt. Ab 1738 war er Prediger in St. Gallen und Bernhardzell. Um sich in die praktische Seelsorge einführen zu lassen, wurde er für 14 Tage nach Rorschach zum dortigen Pfarrer Pater Aegidius geschickt. Begleitet von einem Pater, fand diese Unterrichtung ab dem 5. August 1739 statt.
Nach seiner Rückkehr wurde Kolb Kinderkatechet oder Schattenpfarrer. Der Abt bestätigte ihn am 30. April 1740 in diesem Amt. Bereits am 6. Oktober 1741 schickte ihn der Abt jedoch nach St. Johann. Dort blieb er in der Folge als Lehrer der lateinischen und deutschen Dichtkunst. Den 9. Dezember 1743 wurde er heimberufen, nur um bereits am folgenden Tag den Auftrag zu erhalten, als Lehrer der Grammatik nach Disentis zu gehen, wohin er am 15. Dezember verreiste. Im Juli 1746 kehrte er zunächst nach St. Johann zurück, da seine Füsse nicht mehr abschwellen wollten. Ab dem 21. Oktober wurde er dann Lehrer der Rhetorik – allerdings lediglich eines einzigen Schülers. Als dieser Schüler zur Poesie wechselte, wurde er zum Unterbibliothekar ernannt, 1756 zum Bibliothekar. 1762 starb er an Auszehrung.

## Wirken
Durch Pater Pius Kolb erfuhr nicht nur die Bibliothek eine reiche Vermehrung, sondern auch das Münzkabinett. Er erlangte vertiefte Kenntnisse der Handschriften, sodass unter seiner Hand mehrere Werke aus dem frühen und hohen Mittelalter wieder auftauchten. Auch legte Pius Kolb einen Katalog an, den Franz Weidmann, ein Chronist und Nachfolger Kolbs, mit folgenden Worten lobt: «Sein vortreffliches Handschriftenverzeichnis [ist] jedem Forscher des Althertums gleichsam das sehende Auge und die leitende Hand.» Allein die Handschriften, die von den Zürchern im Zuge des Zweiten Villmergerkrieges 1712 entwendet worden waren, konnte er nicht zurückgewinnen. Er begleitete seine Handschriften nach Rorschach, als die Bibliothek in St. Gallen umgebaut wurde, wo er bis zu seiner Erkrankung blieb und u. a. Bekanntschaft mit dem später berühmt gewordenen Abt von St. Blasien schloss, Abt Martin Gerbert.